# Датч-Джон (Юта)
Датч-Джон (англ. Dutch John) — переписна місцевість (CDP) в США, в окрузі Даггетт штату Юта. Населення — 141 особа (2020).

## Географія
Датч-Джон розташований за координатами 40°55′48″ пн. ш. 109°23′10″ зх. д. / 40.93000° пн. ш. 109.38611° зх. д. (40.929920, -109.385976). За даними Бюро перепису населення США в 2010 році переписна місцевість мала площу 6,18 км², уся площа — суходіл. В 2017 році площа становила 16,28 км², з яких 15,28 км² — суходіл та 1,00 км² — водойми.

## Демографія
Згідно з переписом 2010 року, у переписній місцевості мешкало 145 осіб у 57 домогосподарствах у складі 35 родин. Густота населення становила 23 особи/км². Було 105 помешкань (17/км²).
Расовий склад населення:
| - 97,2 % — білих - 1,4 % — азіатів - 0,7 % — корінних американців |

До двох чи більше рас належало 0,7 %. Частка іспаномовних становила 1,4 % від усіх жителів.
За віковим діапазоном населення розподілялося таким чином: 29,7 % — особи молодші 18 років, 64,1 % — особи у віці 18—64 років, 6,2 % — особи у віці 65 років та старші. Медіана віку мешканця становила 35,5 року. На 100 осіб жіночої статі у переписній місцевості припадало 133,9 чоловіків; на 100 жінок у віці від 18 років та старших — 142,9 чоловіків також старших 18 років.
Середній дохід на одне домашнє господарство становив 62 812 долари США (медіана — 56 250), а середній дохід на одну сім'ю — 73 836 доларів (медіана — 70 250).
Цивільне працевлаштоване населення становило 68 осіб. Основні галузі зайнятості: публічна адміністрація — 32,4 %, транспорт — 20,6 %, мистецтво, розваги та відпочинок — 19,1 %.